# Pluhiv, Zolociv
Pluhiv (în ucraineană Плугів) este un sat în comuna Pidlîpți din raionul Zolociv, regiunea Liov, Ucraina.

## Demografie
Componența lingvistică a localității Pluhiv
     Ucraineană (99,51%)
     Alte limbi (0,37%)
Conform recensământului din 2001, majoritatea populației localității Pluhiv era vorbitoare de ucraineană (99,51%), existând în minoritate și vorbitori de alte limbi.